# Straßenbahn Eßlingen am Neckar
| ESS-Beiwagen 22 in der Straßenbahnwelt Stuttgart |                     |                                                                |                                         |
| Spurweite: | 1000 mm (Meterspur) |                                                                |                                         |
| Stromsystem: | 600 Volt =          |                                                                |                                         |
| |                     |                                                                |                                         |
| \| \| \| von Untertürkheim (ab 1930) \| \| \| \| \| von Hedelfingen (ab 1919) \| \| \| \| \| Obertürkheim Reichsbahnhof \| \| \| \| \| Obertürkheim Klingenbachstraße \| \| \| \| \| Obertürkheim Schuhfabrik \| \| \| \| \| Obertürkheim Stadtgrenze \| \| \| \| \| Mettingen Weinstraße \| \| \| \| \| Mettingen Maschinenfabrik \| \| \| \| \| Mettingen Haus 23 \| \| \| \| \| Eßlingen Hengstenberg \| \| \| \| \| Eßlingen Schlachthaus \| \| \| \| \| Eßlingen Realschule \| \| \| \| \| \| \| \| \| \| \| \| \| \| \| \| \| \| \| \| Eßlingen Reichsbahnhof \| \| \| \| \| nach Denkendorf und Neuhausen (ab 1926) \| \| \| \| \| Eßlingen Vogelsangstraße \| \| \| \| \| Wolfstor \| \| \| \| \| Eßlingen Schwimmbad \| \| \| \| \| Eßlingen Charlottenplatz \| \| \| \| \| \| \| \| \| \| Eßlingen Bismarckstraße \| \| \| \| \| Eßlingen Straßenbahnhof \| \| \| \| \| Depot \| \| \| \| \| Obereßlingen Krankenhaus \| \| \| \| \| Obereßlingen Reichsbahnhof \| \| \| \| \| \| \| \| \| \| Die Zwischenhaltestellen der Stadtlinie sind nicht überliefert \| \| |                     |                                                                |                                         |
| U-Bahn-Strecke (außer Betrieb) |                     | von Untertürkheim (ab 1930)                                    | von Untertürkheim (ab 1930)             |
| U-Bahn-Strecke quer (außer Betrieb) · U-Bahn-Abzweig geradeaus und von rechts (Strecke außer Betrieb) |                     | von Hedelfingen (ab 1919)                                      | von Hedelfingen (ab 1919)               |
| U-Bahn-Bahnhof (Strecke außer Betrieb) |                     | Obertürkheim Reichsbahnhof                                     | Obertürkheim Reichsbahnhof              |
| U-Bahn-Haltepunkt / Haltestelle (Strecke außer Betrieb) |                     | Obertürkheim Klingenbachstraße                                 | Obertürkheim Klingenbachstraße          |
| U-Bahn-Haltepunkt / Haltestelle (Strecke außer Betrieb) |                     | Obertürkheim Schuhfabrik                                       | Obertürkheim Schuhfabrik                |
| U-Bahn-Haltepunkt / Haltestelle (Strecke außer Betrieb) |                     | Obertürkheim Stadtgrenze                                       | Obertürkheim Stadtgrenze                |
| U-Bahn-Haltepunkt / Haltestelle (Strecke außer Betrieb) |                     | Mettingen Weinstraße                                           | Mettingen Weinstraße                    |
| U-Bahn-Haltepunkt / Haltestelle (Strecke außer Betrieb) |                     | Mettingen Maschinenfabrik                                      | Mettingen Maschinenfabrik               |
| U-Bahn-Haltepunkt / Haltestelle (Strecke außer Betrieb) |                     | Mettingen Haus 23                                              | Mettingen Haus 23                       |
| U-Bahn-Haltepunkt / Haltestelle (Strecke außer Betrieb) |                     | Eßlingen Hengstenberg                                          | Eßlingen Hengstenberg                   |
| U-Bahn-Haltepunkt / Haltestelle (Strecke außer Betrieb) |                     | Eßlingen Schlachthaus                                          | Eßlingen Schlachthaus                   |
| U-Bahn-Haltepunkt / Haltestelle (Strecke außer Betrieb) |                     | Eßlingen Realschule                                            | Eßlingen Realschule                     |
| U-Bahn-Strecke von links (außer Betrieb) · U-Bahn-Abzweig nach rechts und von rechts (Strecke außer Betrieb) |                     |                                                                |                                         |
| U-Bahn-Strecke (außer Betrieb) · U-Bahn-Strecke (außer Betrieb) |                     |                                                                |                                         |
| U-Bahn-Abzweig geradeaus und von links (Strecke außer Betrieb) · U-Bahn-Abzweig nach rechts und von rechts (Strecke außer Betrieb) |                     |                                                                |                                         |
| U-Bahn-Bahnhof (Strecke außer Betrieb) · U-Bahn-Strecke (außer Betrieb) |                     | Eßlingen Reichsbahnhof                                         | Eßlingen Reichsbahnhof                  |
| U-Bahn-Abzweig geradeaus und nach rechts (Strecke außer Betrieb) · U-Bahn-Strecke (außer Betrieb) |                     | nach Denkendorf und Neuhausen (ab 1926)                        | nach Denkendorf und Neuhausen (ab 1926) |
| U-Bahn-Haltepunkt / Haltestelle (Strecke außer Betrieb) · U-Bahn-Strecke (außer Betrieb) |                     | Eßlingen Vogelsangstraße                                       | Eßlingen Vogelsangstraße                |
| U-Bahn-Strecke (außer Betrieb) · U-Bahn-Tunnel (Strecke außer Betrieb) |                     | Wolfstor                                                       | Wolfstor                                |
| U-Bahn-Haltepunkt / Haltestelle (Strecke außer Betrieb) · U-Bahn-Strecke (außer Betrieb) |                     | Eßlingen Schwimmbad                                            | Eßlingen Schwimmbad                     |
| U-Bahn-Haltepunkt / Haltestelle (Strecke außer Betrieb) · U-Bahn-Strecke (außer Betrieb) |                     | Eßlingen Charlottenplatz                                       | Eßlingen Charlottenplatz                |
| U-Bahn-Strecke nach links (außer Betrieb) · U-Bahn-Abzweig nach rechts und von rechts (Strecke außer Betrieb) |                     |                                                                |                                         |
| U-Bahn-Haltepunkt / Haltestelle (Strecke außer Betrieb) |                     | Eßlingen Bismarckstraße                                        | Eßlingen Bismarckstraße                 |
| U-Bahn-Haltepunkt / Haltestelle (Strecke außer Betrieb) |                     | Eßlingen Straßenbahnhof                                        | Eßlingen Straßenbahnhof                 |
| U-Bahn-Betriebs-/Güterbahnhof Streckenanfang und quer (Strecke außer Betrieb) · U-Bahn-Abzweig geradeaus und nach rechts (Strecke außer Betrieb) |                     | Depot                                                          | Depot                                   |
| U-Bahn-Haltepunkt / Haltestelle (Strecke außer Betrieb) |                     | Obereßlingen Krankenhaus                                       | Obereßlingen Krankenhaus                |
| U-Bahn-Kopfbahnhof Streckenende (Strecke außer Betrieb) |                     | Obereßlingen Reichsbahnhof                                     | Obereßlingen Reichsbahnhof              |
| |                     |                                                                |                                         |
| |                     | Die Zwischenhaltestellen der Stadtlinie sind nicht überliefert |                                         |

Die Straßenbahn Eßlingen am Neckar war eine meterspurige Straßenbahn in der Stadt Eßlingen am Neckar (heute Esslingen am Neckar). Sie bestand von 1912 bis 1944 und sorgte für die innerstädtische Erschließung sowie die Verbindung mit der benachbarten Landeshauptstadt Stuttgart. Die Straßenbahn wurde durch den bis heute verkehrenden Oberleitungsbus Esslingen am Neckar ersetzt. Betreibendes Verkehrsunternehmen war die Eßlinger Städtische Straßenbahn (ESS), diese Gesellschaft firmiert seit der Umstellung auf Oberleitungsbus als Städtischer Verkehrsbetrieb Esslingen am Neckar (SVE). 

## Geschichte
Nachdem Eßlingen und seine Teilorte im dichtbesiedelten Neckartal bereits seit 1846 durch die Filstalbahn an das Eisenbahnnetz angeschlossen waren, machte die zunehmende Industrialisierung um die Jahrhundertwende ein ergänzendes Verkehrsmittel für den Lokalverkehr erforderlich. Nachdem am 16. November 1911 mit der Grundsteinlegung für die Wagenhalle in der Oberesslinger Straße die Bauarbeiten begannen, konnte am 24. Mai 1912 eine von Beginn an elektrifizierte Straßenbahnstrecke vom Bahnhof Obertürkheim – Obertürkheim wurde 1922 nach Stuttgart eingemeindet – über Mettingen und Bahnhof Eßlingen nach Obereßlingen in Betrieb gehen. Dieser sogenannten Durchgangslinie, sie war 7,5 Kilometer lang, folgte am 2. Juli 1912 eine Stadtlinie genannte Ergänzungsstrecke. Letztere maß 2,1 Kilometer und verband als Ringlinie die Esslinger Altstadt zweiseitig mit dem Bahnhof. Sie führte vom Bahnhofplatz kommend über Eisenbahnstraße (heute Fleischmannstraße), Bahnhofstraße, Abt-Fulrad-Straße, Marktplatz, Rathausplatz, Ritterstraße, Küferstraße, Ottilienstraße (heute Richard-Hirschmann-Straße), Obertorstraße und Charlottenplatz zurück zum Bahnhof, der Fahrpreis betrug fünf Pfennig.
Mit der Betriebsdurchführung beider Linien war von Beginn an die Stuttgarter Straßenbahnen AG (SSB) beauftragt, rechtliche Grundlage hierfür war ein gemeinsamer Gesellschaftervertrag. Die Esslinger Straßenbahn besaß jedoch eigene Fahrzeuge, sie waren creme-rot lackiert. Bereits im Laufe des Jahres 1915 musste die Stadtlinie wegen kriegsbedingter Materialknappheit wieder eingestellt werden, sie wurde nach dem Krieg nicht mehr wiedereröffnet.  
Am 14. Februar 1919 ging eine Neubaustrecke der Stuttgarter Vorortstraßenbahnen, die ebenfalls von den SSB betrieben wurden, zwischen Hedelfingen und Obertürkheim in Betrieb. Hedelfingen – das 1922 nach Stuttgart eingemeindet wurde – hatte bereits seit 1910 einen Straßenbahnanschluss nach Stuttgart, mit der Neubaustrecke erfolgte somit der Lückenschluss zwischen dem Stuttgarter und dem Esslinger Straßenbahnnetz. Bedingt durch die damalige Streckenführung in Hedelfingen konnte allerdings noch kein durchgehender Verkehr eingeführt werden. Die aus Eßlingen kommenden Straßenbahnwagen fuhren bis Hedelfingen Schule, dort konnte in die vom Hedelfinger Rathaus kommenden Wagen Richtung Stuttgart umgestiegen werden. Erst ab dem 21. November 1919 fuhren die Linien 16 und 19 bis Obertürkheim durch, wo Anschluss von und nach Obereßlingen bestand. Am 3. Mai 1920 wurde schließlich der durchgehende Betrieb aufgenommen. Es verkehrten fortan die beiden SSB/ESS-Gemeinschaftslinien 19 (Obereßlingen–Hedelfingen–Wangen–Untertürkheim) und 26 (Obereßlingen–Schloßplatz) sowie die reine ESS-Linie 27 (Obereßlingen–Bahnhof Eßlingen). Nach der SSB-Liniennetzreform vom 1. Dezember 1930 verblieben auf dem ESS-Streckenabschnitt nur noch die Linien 26 und 27, die Linie 19 pendelte fortan nur noch zwischen Obertürkheim und Hedelfingen, sie verschwand schließlich am 15. April 1931 ganz. 
Eine weitere Linienumstellung am 20. November 1939, als
die SSB den bestehenden Zwölf-Minuten-Takt kriegsbedingt auf einen Fünfzehn-Minuten-Takt ausdehnen mussten, brachte die erneute Trennung der beiden Netze mit sich. Ursächlich hierfür: die Ausweichen der durchgehend eingleisigen Esslinger Straßenbahn waren auf den starren Zwölf-Minuten-Betrieb ausgelegt, der zwischen Eßlingen und Obereßlingen zu einem Sechs-Minuten-Betrieb verdichtet wurde.
Die zum 10. Juli 1944 erfolgte Inbetriebnahme des Oberleitungsbusses besiegelte schließlich das Ende der Eßlinger Straßenbahn, ihr letzter Betriebstag war der 7. Juli 1944. Jedoch verkehrten noch bis 1978 vom Esslinger Bahnhof ausgehend die Züge der 1926 eröffneten Straßenbahn Eßlingen–Nellingen–Denkendorf nach Denkendorf beziehungsweise Neuhausen auf den Fildern. Bis 1951 wendeten diese in Eßlingen mittels einer Häuserblockschleife die im Uhrzeigersinn vom Bahnhofplatz, über Friedrichstraße (heute Berliner Straße), Ortsweg Nr. 18, Bahnhofstraße und Eisenbahnstraße zurück zum Bahnhofplatz führte. Dabei verkehrten die END-Züge großteils auf ESS-Infrastruktur, lediglich die kurze Querverbindung zwischen Durchgangslinie und Stadtlinie gehörte der END.

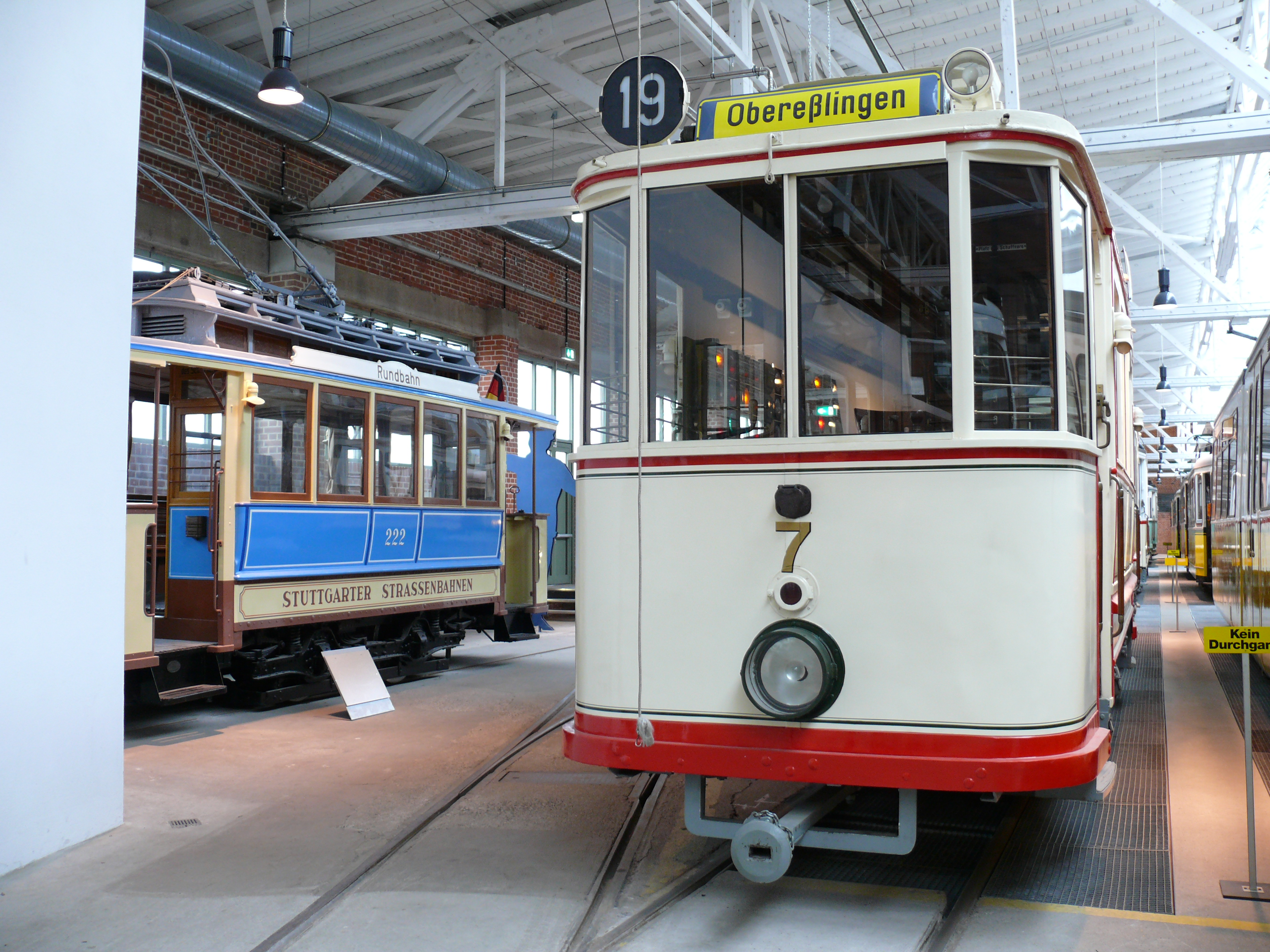
Historischer Triebwagen 7
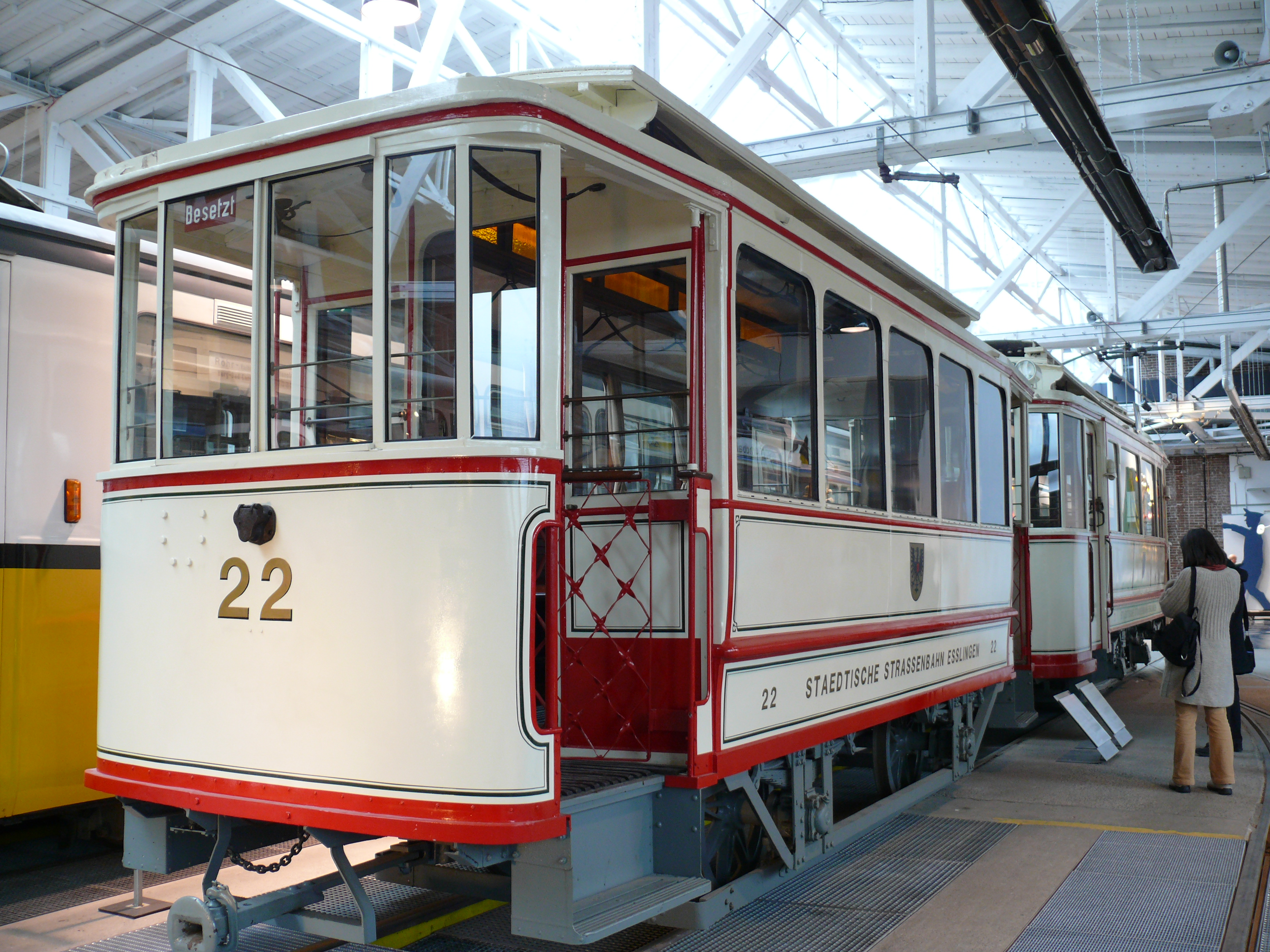
Historischer Beiwagen 22
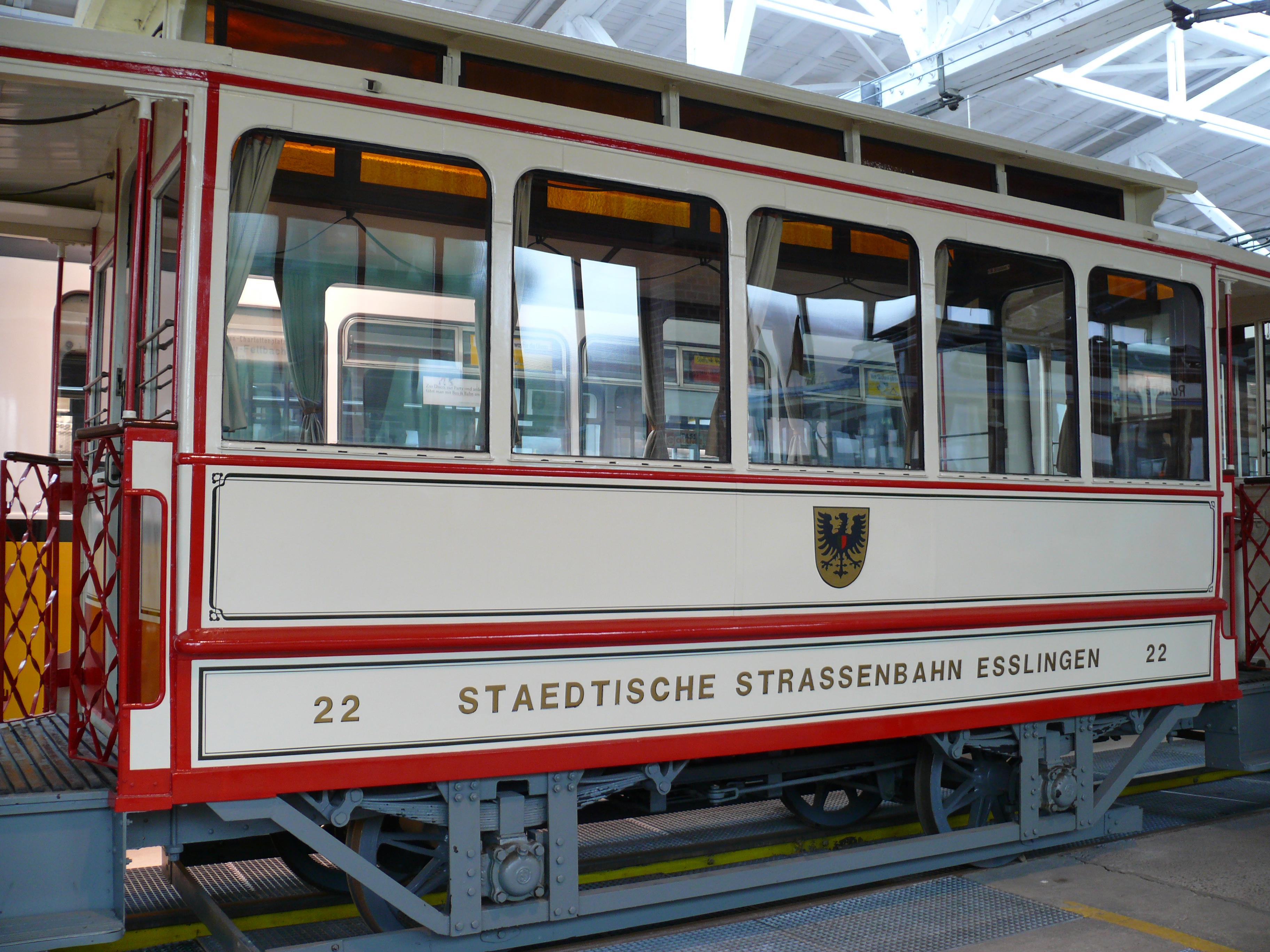
Historischer Beiwagen 22, Seitenansicht mit Wappen der Stadt Esslingen
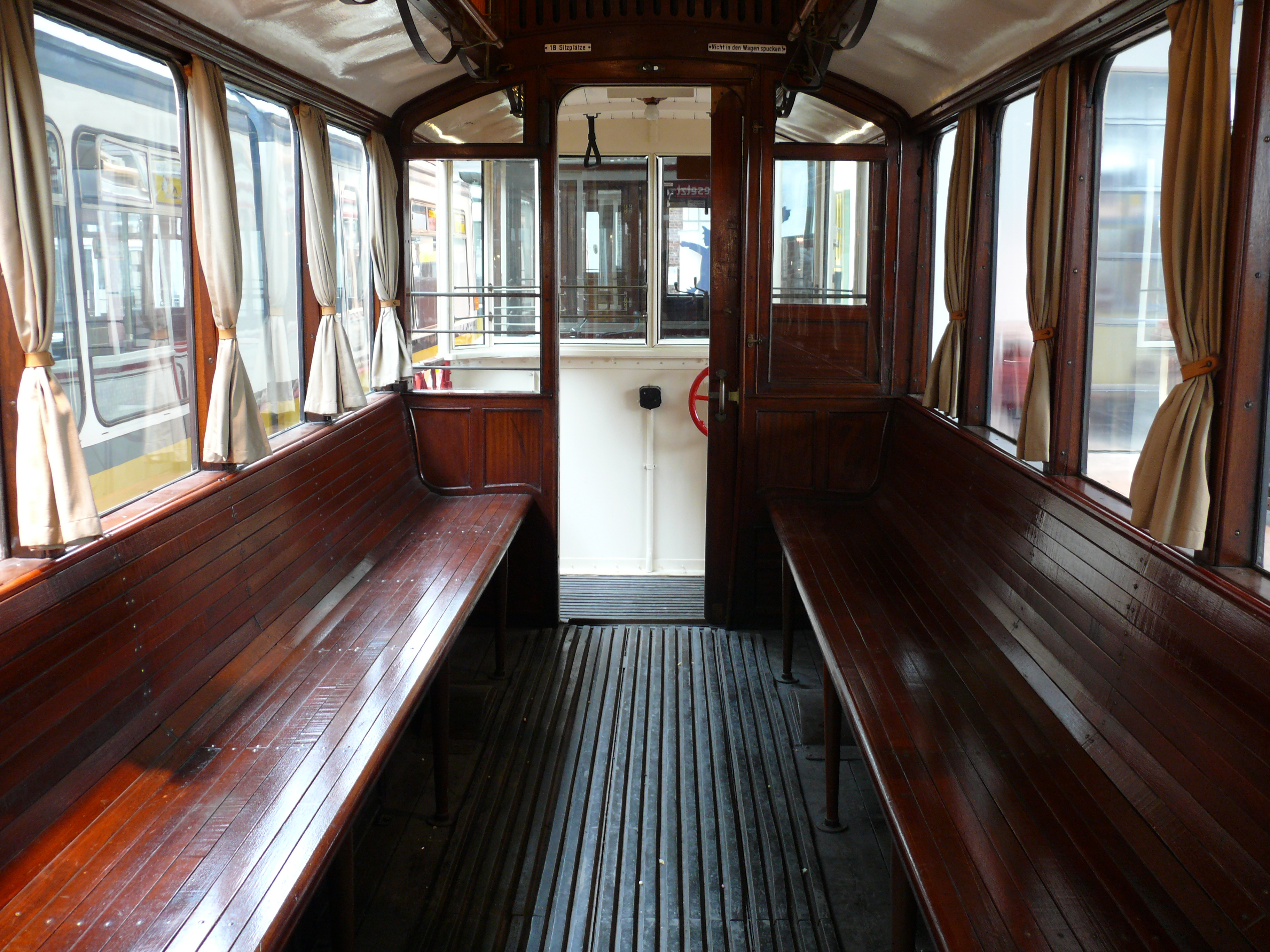
Historischer Beiwagen 22, Innenansicht
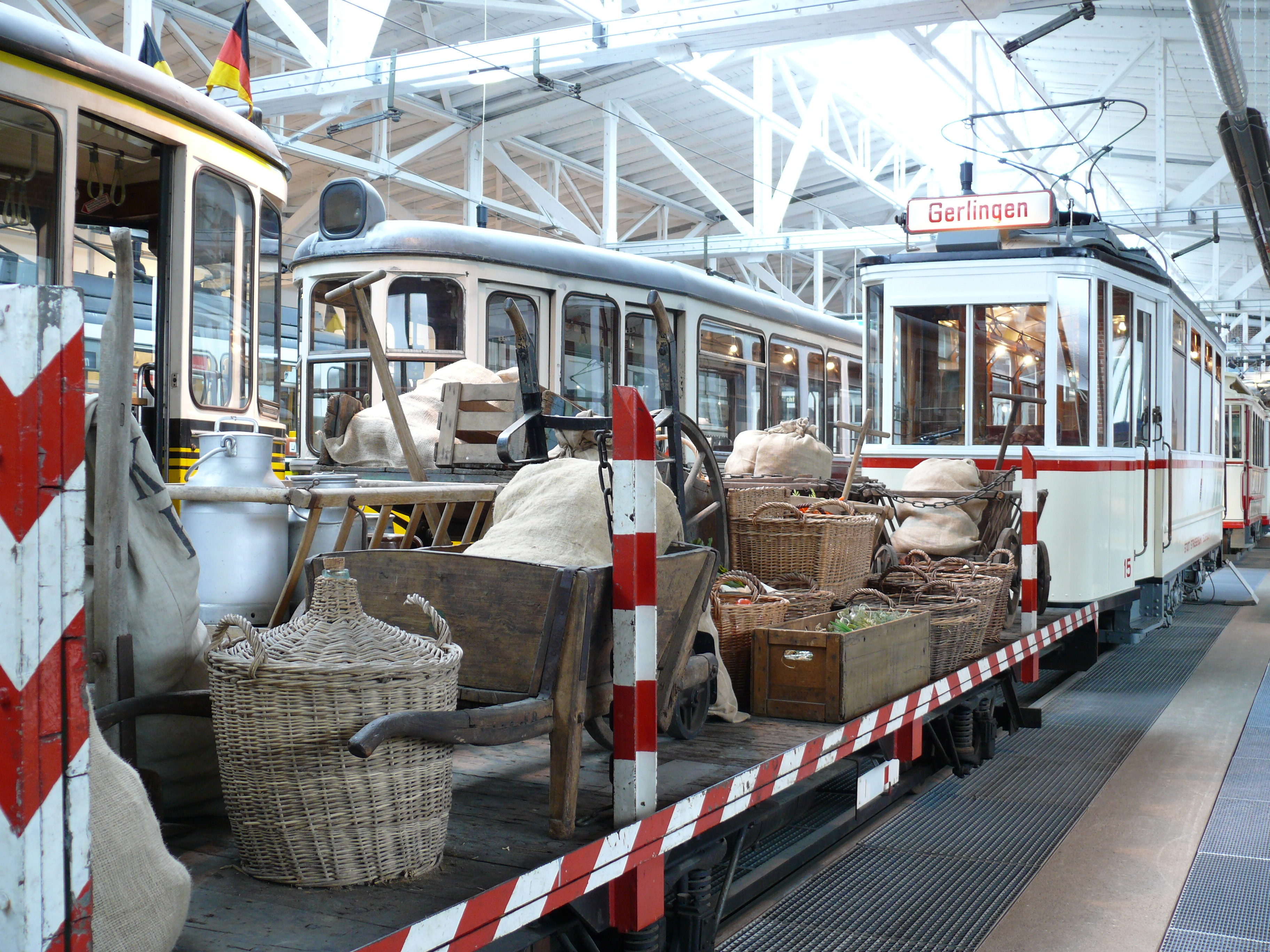
Historischer Güterbeiwagen 2051
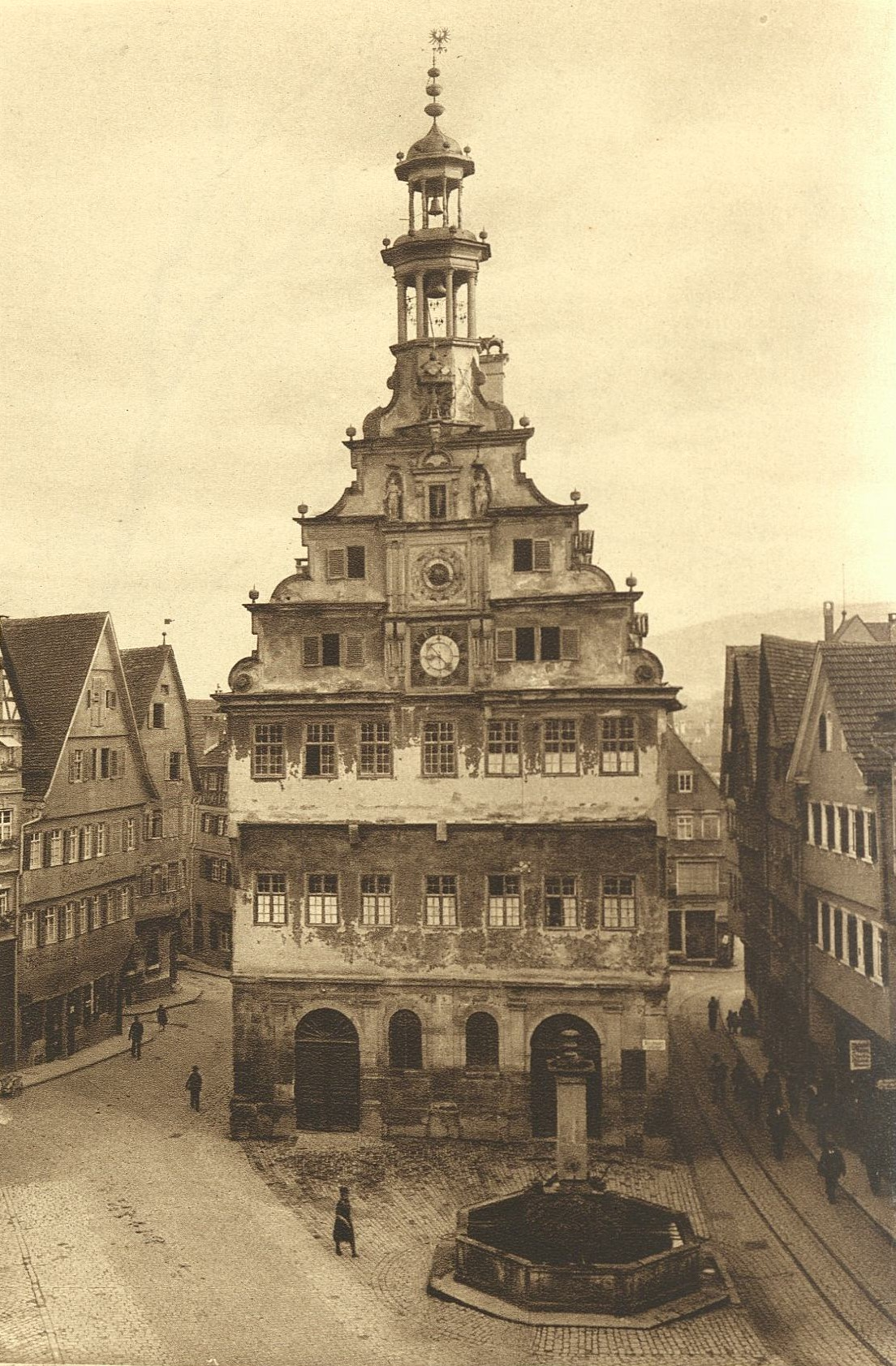
Schienen auf dem Marktplatz